# NGC 6251
NGC 6251 ist die Bezeichnung einer elliptischen Galaxie, die etwa 339 Millionen Lichtjahre von der Milchstraße entfernt ist. Bekannt ist NGC 6251 als Radiogalaxie, in der sich ein supermassereiches Schwarzes Loch mit einer Masse von ca. 6 · 108 Sonnenmassen befindet. Dieses wird in der ultravioletten Aufnahme von Hubble ersichtlich (weißer und blauer Bereich im Zentrum).
NGC 6251 wurde am 1. Januar 1802 vom deutsch-britischen Astronomen Wilhelm Herschel entdeckt.